# Ralf Aron

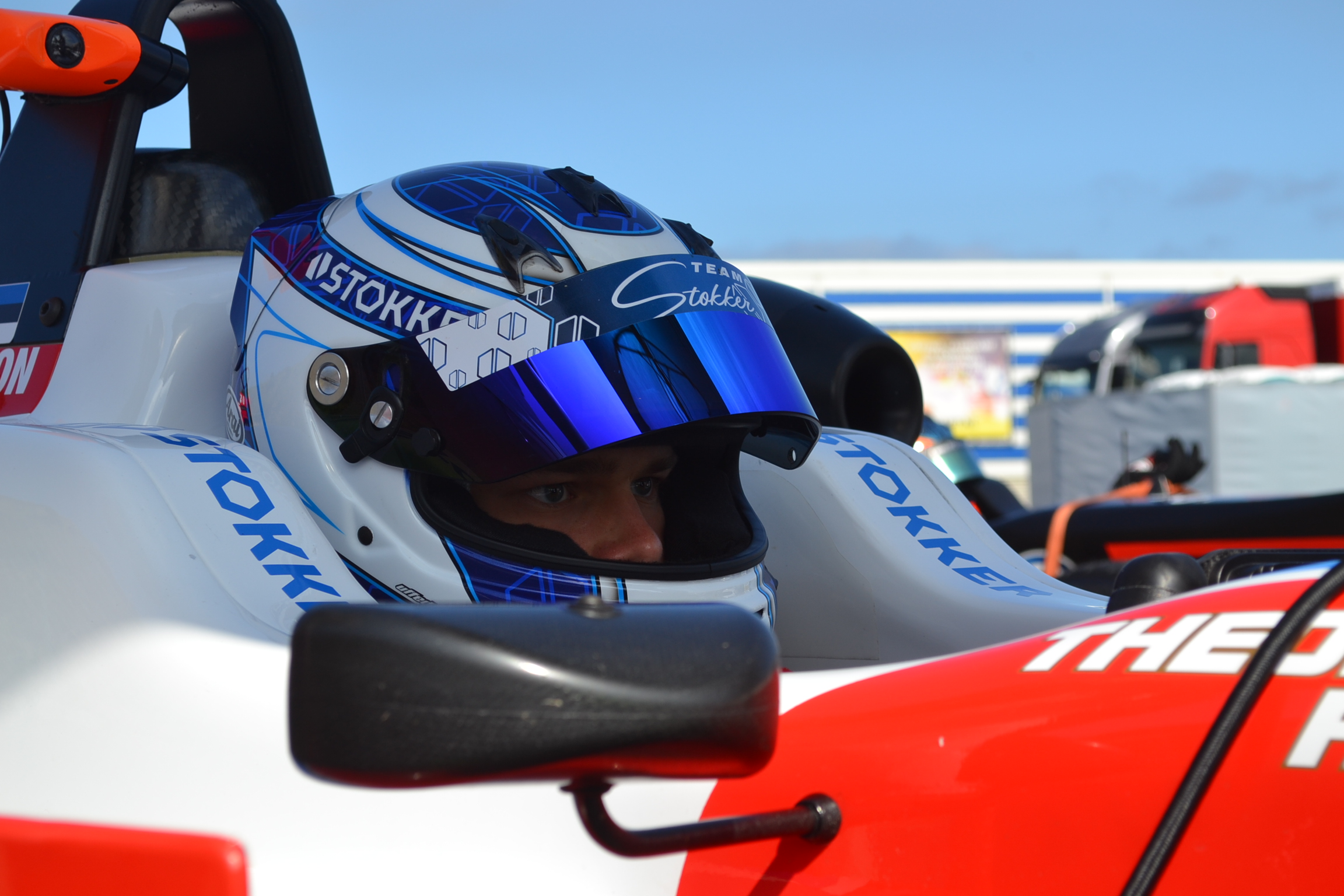
Ralf Aron 2018

Ralf Aron (* 21. März 1998) ist ein estnischer Automobilrennfahrer. Er gewann 2015 die italienische Formel-4-Meisterschaft. Seit 2016 startet er in der europäischen Formel-3-Meisterschaft. Sein jüngerer Bruder Paul ist ebenfalls Rennfahrer.

## Karriere
Aron begann seine Motorsportkarriere im Kartsport, in dem er bis 2013 aktiv war. 2010 und 2012 gewann er Juniorenmeisterschaften in Estland. 2014 wechselte Aron in den Formelsport und erhielt ein Cockpit bei der Scuderia Nordica, für die er in zwei Formel-Renault-1.6-Meisterschaften startete. In der nordeuropäischen wurde er mit zwei Siegen Zweiter, in der nordischen mit fünf Siegen Sechster. Im November trat er für das Prema Powerteam zu einer Formel-4-Einzelveranstaltung in Italien an und gewann dabei ein Rennen. Für die Saison 2015 der italienischen Formel-4-Meisterschaft erhielt Aron ein Cockpit beim Prema Powerteam. Er gewann neun Rennen und entschied die Meisterschaft für sich. Mit 331 zu 223 Punkten setzte er sich gegen seinen Teamkollegen Zhou Guanyu durch. Außerdem trat Aron für das Prema Powerteam zu vier Veranstaltungen der deutschen Formel-4-Meisterschaft an. Dabei gelang ihm ein Sieg und er wurde Neunter in der Fahrerwertung.
2016 blieb Aron beim Prema Powerteam und wechselte in die europäische Formel-3-Meisterschaft. Während sein Teamkollege Lance Stroll die Meisterschaft gewann, erreichte Aron mit einem Sieg den siebten Platz im Gesamtklassement. 2017 trat Aron erneut in der europäischen Formel-3-Meisterschaft an, wechselte aber zu Hitech Grand Prix. Seine besten Ergebnisse waren zwei dritte Plätze. In der Gesamtwertung wurde er Neunter. 2018 wechselte er innerhalb der Meisterschaft zu Prema Theodore Racing.

## Statistik

### Karrierestationen
| - bis 2013: Kartsport - 2014: Nordeuropäische Formel Renault 1.6 (Platz 2) - 2014: Nordische Formel Renault 1.6 (Platz 6) | - 2015: Italienische Formel 4 (Meister) - 2015: Deutsche Formel 4 (Platz 9) - 2016: Europäische Formel 3 (Platz 7) | - 2017: Europäische Formel 3 - 2019: 1000-km-Rennen von Palanga (Sieger) |

### Einzelergebnisse in der italienischen Formel-4-Meisterschaft
| Jahr | Team             | 1   | 2   | 3   | 4   | 5   | 6   | 7   | 8   | 9   | 10  | 11  | 12  | 13  | 14  | 15  | 16  | 17  | 18  | 19  | 20  | 21  | Punkte | Rang |
| ---- | ---------------- | --- | --- | --- | --- | --- | --- | --- | --- | --- | --- | --- | --- | --- | --- | --- | --- | --- | --- | --- | --- | --- | ------ | ---- |
| 2015 | Prema Power Team | VAL | VAL | VAL | MNZ | MNZ | MNZ | IMO | IMO | IMO | MUG | MUG | MUG | ADR | ADR | ADR | IMO | IMO | IMO | MIS | MIS | MIS | 331    | 1.   |
| 2015 | Prema Power Team | 1   | 11  | 1   | 3   | 6   | 2   | 1   | 15  | 1   | 1   | 11  | 1   | 3   | 6   | 2   | 1   | 4   | 1   | 1   | DNF | 20  | 331    | 1.   |

| Legende  | Legende            | Legende                                                          |
| Farbe    | Abkürzung          | Bedeutung                                                        |
| -------- | ------------------ | ---------------------------------------------------------------- |
| Gold     | –                  | Sieg                                                             |
| Silber   | –                  | 2. Platz                                                         |
| Bronze   | –                  | 3. Platz                                                         |
| Grün     | –                  | Platzierung in den Punkten                                       |
| Blau     | –                  | Klassifiziert außerhalb der Punkteränge                          |
| Violett  | DNF                | Rennen nicht beendet (did not finish)                            |
| Violett  | NC                 | nicht klassifiziert (not classified)                             |
| Rot      | DNQ                | nicht qualifiziert (did not qualify)                             |
| Rot      | DNPQ               | in Vorqualifikation gescheitert (did not pre-qualify)            |
| Schwarz  | DSQ                | disqualifiziert (disqualified)                                   |
| Weiß     | DNS                | nicht am Start (did not start)                                   |
| Weiß     | WD                 | zurückgezogen (withdrawn)                                        |
| Hellblau | PO                 | nur am Training teilgenommen (practiced only)                    |
| Hellblau | TD                 | Freitags-Testfahrer (test driver)                                |
| ohne     | DNP                | nicht am Training teilgenommen (did not practice)                |
| ohne     | INJ                | verletzt oder krank (injured)                                    |
| ohne     | EX                 | ausgeschlossen (excluded)                                        |
| ohne     | DNA                | nicht erschienen (did not arrive)                                |
| ohne     | C                  | Rennen abgesagt (cancelled)                                      |
| ohne     | keine WM-Teilnahme |                                                                  |
| sonstige | P/fett             | Pole-Position                                                    |
| sonstige | 1/2/3/4/5/6/7/8    | Punktplatzierung im Sprint-/Qualifikationsrennen                 |
| sonstige | SR/kursiv          | Schnellste Rennrunde                                             |
| sonstige | *                  | nicht im Ziel, aufgrund der zurückgelegten Distanz aber gewertet |
| sonstige | ()                 | Streichresultate                                                 |
| sonstige | unterstrichen      | Führender in der Gesamtwertung                                   |

### Einzelergebnisse in der deutschen Formel-4-Meisterschaft
| Jahr | Team            | 1   | 2   | 3   | 4   | 5   | 6   | 7   | 8   | 9   | 10  | 11  | 12  | 13  | 14  | 15  | 16  | 17  | 18  | 19  | 20  | 21  | 22  | 23  | 24  | Punkte | Rang |
| ---- | --------------- | --- | --- | --- | --- | --- | --- | --- | --- | --- | --- | --- | --- | --- | --- | --- | --- | --- | --- | --- | --- | --- | --- | --- | --- | ------ | ---- |
| 2015 | Prema Powerteam | OS1 | OS1 | OS1 | SPI | SPI | SPI | SPA | SPA | SPA | LAU | LAU | LAU | NÜR | NÜR | NÜR | SAC | SAC | SAC | OS2 | OS2 | OS2 | HOC | HOC | HOC | 120    | 9.   |
| 2015 | Prema Powerteam | 2   | 3   | 4   | 2   | DNF | DNF | 6   | 4   | DNF |     |     |     | 7   | 7   | 1   |     |     |     |     |     |     |     |     |     | 120    | 9.   |

| Legende  | Legende            | Legende                                                          |
| Farbe    | Abkürzung          | Bedeutung                                                        |
| -------- | ------------------ | ---------------------------------------------------------------- |
| Gold     | –                  | Sieg                                                             |
| Silber   | –                  | 2. Platz                                                         |
| Bronze   | –                  | 3. Platz                                                         |
| Grün     | –                  | Platzierung in den Punkten                                       |
| Blau     | –                  | Klassifiziert außerhalb der Punkteränge                          |
| Violett  | DNF                | Rennen nicht beendet (did not finish)                            |
| Violett  | NC                 | nicht klassifiziert (not classified)                             |
| Rot      | DNQ                | nicht qualifiziert (did not qualify)                             |
| Rot      | DNPQ               | in Vorqualifikation gescheitert (did not pre-qualify)            |
| Schwarz  | DSQ                | disqualifiziert (disqualified)                                   |
| Weiß     | DNS                | nicht am Start (did not start)                                   |
| Weiß     | WD                 | zurückgezogen (withdrawn)                                        |
| Hellblau | PO                 | nur am Training teilgenommen (practiced only)                    |
| Hellblau | TD                 | Freitags-Testfahrer (test driver)                                |
| ohne     | DNP                | nicht am Training teilgenommen (did not practice)                |
| ohne     | INJ                | verletzt oder krank (injured)                                    |
| ohne     | EX                 | ausgeschlossen (excluded)                                        |
| ohne     | DNA                | nicht erschienen (did not arrive)                                |
| ohne     | C                  | Rennen abgesagt (cancelled)                                      |
| ohne     | keine WM-Teilnahme |                                                                  |
| sonstige | P/fett             | Pole-Position                                                    |
| sonstige | 1/2/3/4/5/6/7/8    | Punktplatzierung im Sprint-/Qualifikationsrennen                 |
| sonstige | SR/kursiv          | Schnellste Rennrunde                                             |
| sonstige | *                  | nicht im Ziel, aufgrund der zurückgelegten Distanz aber gewertet |
| sonstige | ()                 | Streichresultate                                                 |
| sonstige | unterstrichen      | Führender in der Gesamtwertung                                   |

### Einzelergebnisse in der europäischen Formel-3-Meisterschaft
| Jahr | Team              | Motor    | 1   | 2   | 3   | 4   | 5   | 6   | 7   | 8   | 9   | 10  | 11  | 12  | 13  | 14  | 15  | 16  | 17  | 18  | 19  | 20  | 21  | 22  | 23  | 24  | 25  | 26  | 27  | 28  | 29  | 30  | Punkte | Rang |
| ---- | ----------------- | -------- | --- | --- | --- | --- | --- | --- | --- | --- | --- | --- | --- | --- | --- | --- | --- | --- | --- | --- | --- | --- | --- | --- | --- | --- | --- | --- | --- | --- | --- | --- | ------ | ---- |
| 2016 | Prema Powerteam   | Mercedes | LEC | LEC | LEC | HUN | HUN | HUN | PAU | PAU | PAU | SPI | SPI | SPI | NOR | NOR | NOR | ZAN | ZAN | ZAN | SPA | SPA | SPA | NÜR | NÜR | NÜR | IMO | IMO | IMO | HOC | HOC | HOC | 176    | 7.   |
| 2016 | Prema Powerteam   | Mercedes | 7   | DNF | 7   | 1   | 2   | DNS | 13  | 6   | 15  | 9   | 12  | 9   | 4   | 10  | 9   | 14  | 6   | 8   | 8   | 13  | 13  | 6   | 4   | 14  | 7   | 4   | 4   | 4   | 5   | 8   | 176    | 7.   |
| 2017 | Hitech Grand Prix | Mercedes | SIL | SIL | SIL | MNZ | MNZ | MNZ | PAU | PAU | PAU | HUN | HUN | HUN | NOR | NOR | NOR | SPA | SPA | SPA | ZAN | ZAN | ZAN | NÜR | NÜR | NÜR | SPI | SPI | SPI | HOC | HOC | HOC | 123    | 9.   |
| 2017 | Hitech Grand Prix | Mercedes | DNF | 16  | 10  | 8   | 9   | 8   | 5   | 5   | 3   | NC  | 12  | 13  | 9   | 5   | 4   | 11  | 8   | 7   | DNF | 10  | 8   | 14  | 5   | 3   | 12  | 6   | 18  | 8   | 10  | 19  | 123    | 9.   |